# Evolvulus echioides
Evolvulus echioides är en vindeväxtart som beskrevs av Stefano Moricand. Evolvulus echioides ingår i släktet Evolvulus och familjen vindeväxter. Inga underarter finns listade i Catalogue of Life.